# ライス・アンド・ビーンズ

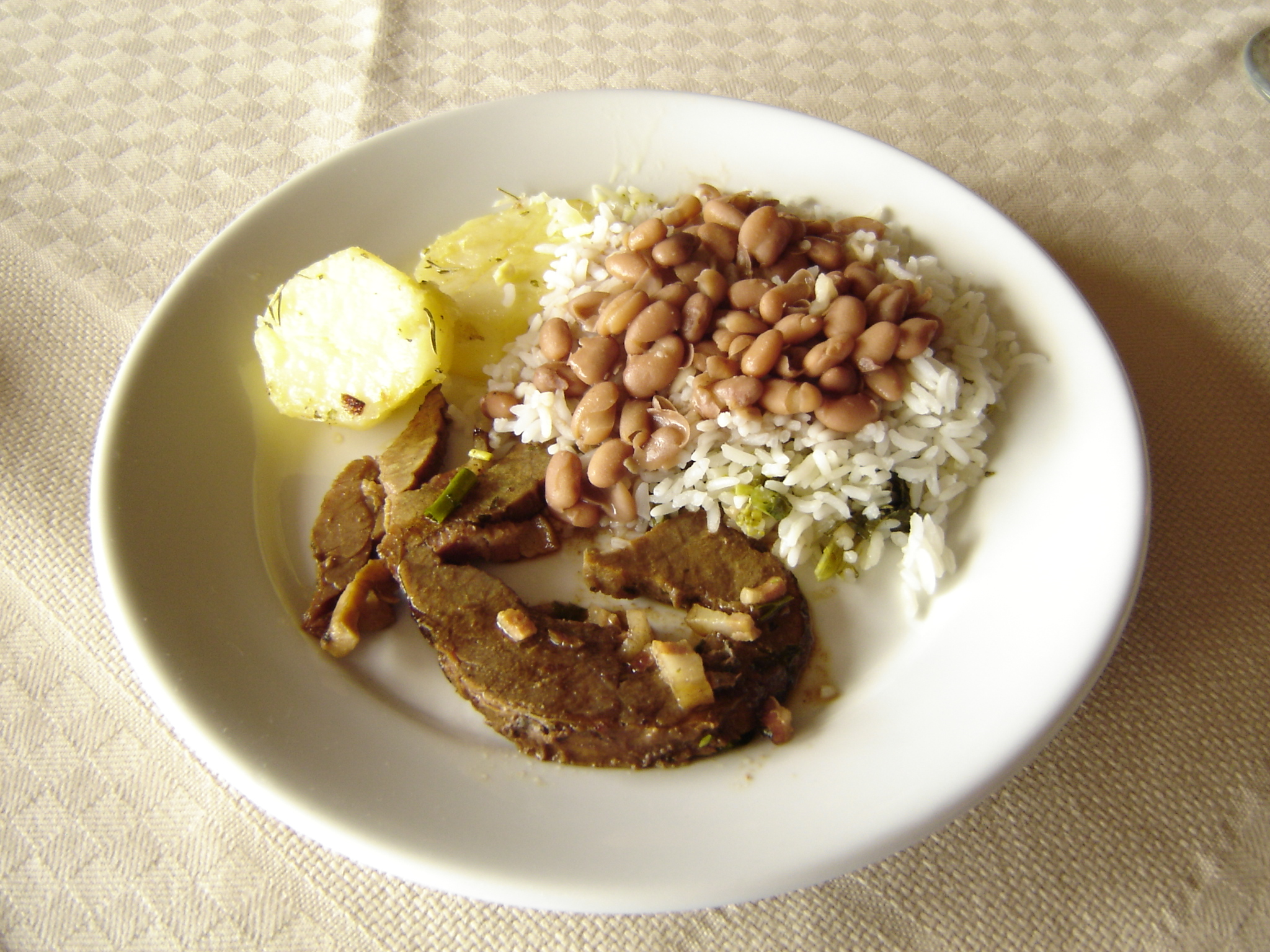
ブラジルの国民食であるフェジョアーダ。南東部の田園地帯にあるホテルで供される米とウズラマメ。この料理には肉、パン、卵、野菜などが添えられている場合がある。

ライス・アンド・ビーンズ（英: rice and beans）は、世界の多くの文化での主食を組み合わせて作られた料理の一種。穀物とマメ科植物の組み合わせは、いくつかの重要な栄養素と、多くのカロリーを提供し、どちらの食物も幅広い種類が使用可能である。米と豆は完全菜食であり、組み合わせることによって完全タンパク質を構成する。通常、豆は味付けされているが、米は味付けされる場合もされない場合もある。2種類の食材は一緒に盛られたり、別々に盛られたりする。

## 説明

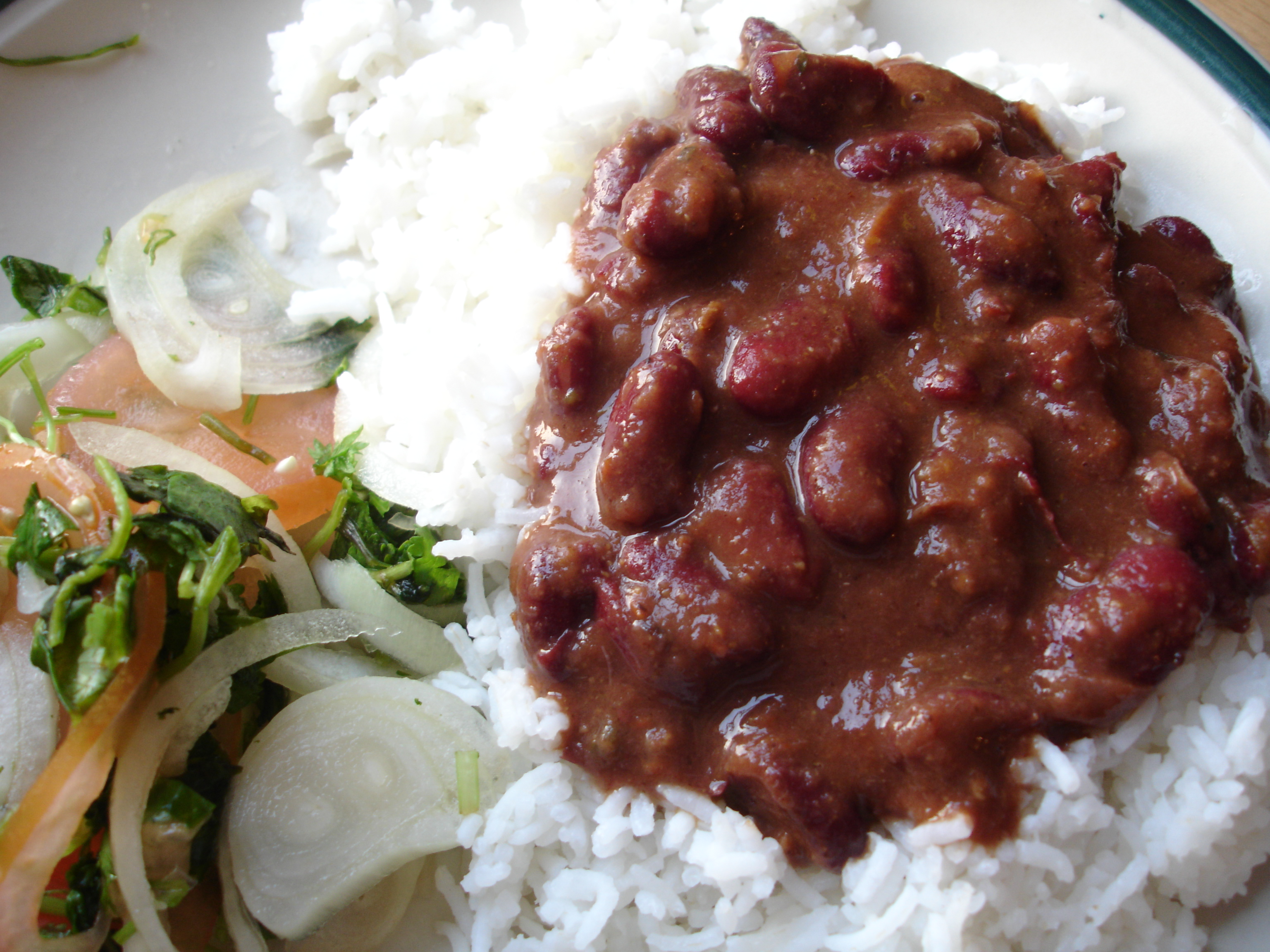
インゲンマメと米

この料理は通常、白米または玄米に調理されたウズラマメ(Pinto bean)、赤インゲンマメ、黒インゲンマメ、ササゲなどを添えて、さまざま調理法で味付けされたものである。一般的に鶏肉、豚肉、牛肉などのシチューや、ポテトサラダ、茹でたジャガイモ等のさまざまな文化に基づく副食と共に供される。多くの地域では米と豆は重ねてではなく、並べて盛られている。いずれにせよ、この料理は畜肉や鶏肉をトッピングした食事とみなされるかもしれない。肉やその他の食材は、豆と米の上に載せられることもあるが、時には一緒に混ぜ込まれる。
場所が変われば食の好みも変化する。
- ブラジルでは黒いんげん豆はパラナ、リオデジャネイロ、リオグランデ・ド・スルおよびサンタカタリーナで人気があるが、この国のほかの地域ではフェジョアーダにだけ使われている。
- レッドビーンズ・アンド・ライスは、ニューオーリンズの名物料理。

## 歴史

### アメリカ州
インゲンマメ属の遺伝子解析によって、この植物の起源がメソアメリカにあり、伝統的なコンパニオンプランツのトウモロコシおよびカボチャとともに南方に拡散したことが示されている。米はスペイン人とポルトガル人によって植民地時代にメキシコとブラジルにもたらされた。しかしながら、近年になってアマゾン先住民が約4000年前から同じイネ属の植物をすでに栽培しており、それ以前に南アメリカに存在していた豆の伝統的なコンパニオンプランツのトウモロコシおよびカボチャと一緒に栽培していたことが発見された。いくつかの近年の研究では奴隷化されたアフリカの人々が新世界での米の普及に積極的な役割を果たしたことが示唆されている。米はいくつかのスペイン語圏の国々ではもっとも一般的な食物となっている。

## 栄養上の重要性
豆と米は非常に栄養に富んでいる。米にはデンプンが豊富で、優れたエネルギー源である。米には鉄分と一部のタンパク質も含まれている。豆もまた豊富な鉄分と、米よりも豊富なタンパク質を含んでいる。この二つが一緒になると完全なタンパク質を構成し、人体が生成できない必須アミノ酸を供給できる。
豆と米には互いの不足を補う成分もある。米には必須アミノ酸のリジンが足りないが、豆にはリジンが豊富に含まれている。豆に足りない必須アミノ酸のメチオニンは、米に豊富に含まれている。

## 文化
一部のラテンアメリカの国々では、豆と米はさまざまな種類の肉や野菜と共に日々の昼食として普通に食べられている。昼食の残りを使って夕食の支度をすることも一般的である。豆と米は、乾燥豆の世界第3位の生産国であり、アメリカ州で最大の米の消費国であるブラジルで特に人気がある。
アメリカ合衆国南部のニューオーリンズでは、毎年3月にレッド・ビーンズ・パレードというイベントが開催される。大学バスケットボール選手権と共に開催される慈善競技で、レッド・ビーンズ・ライスの作り方を競い合う。競技には「スイート・6・ビーン」や「ファイナル・フォーク」などの題目がある。

## 各国の料理

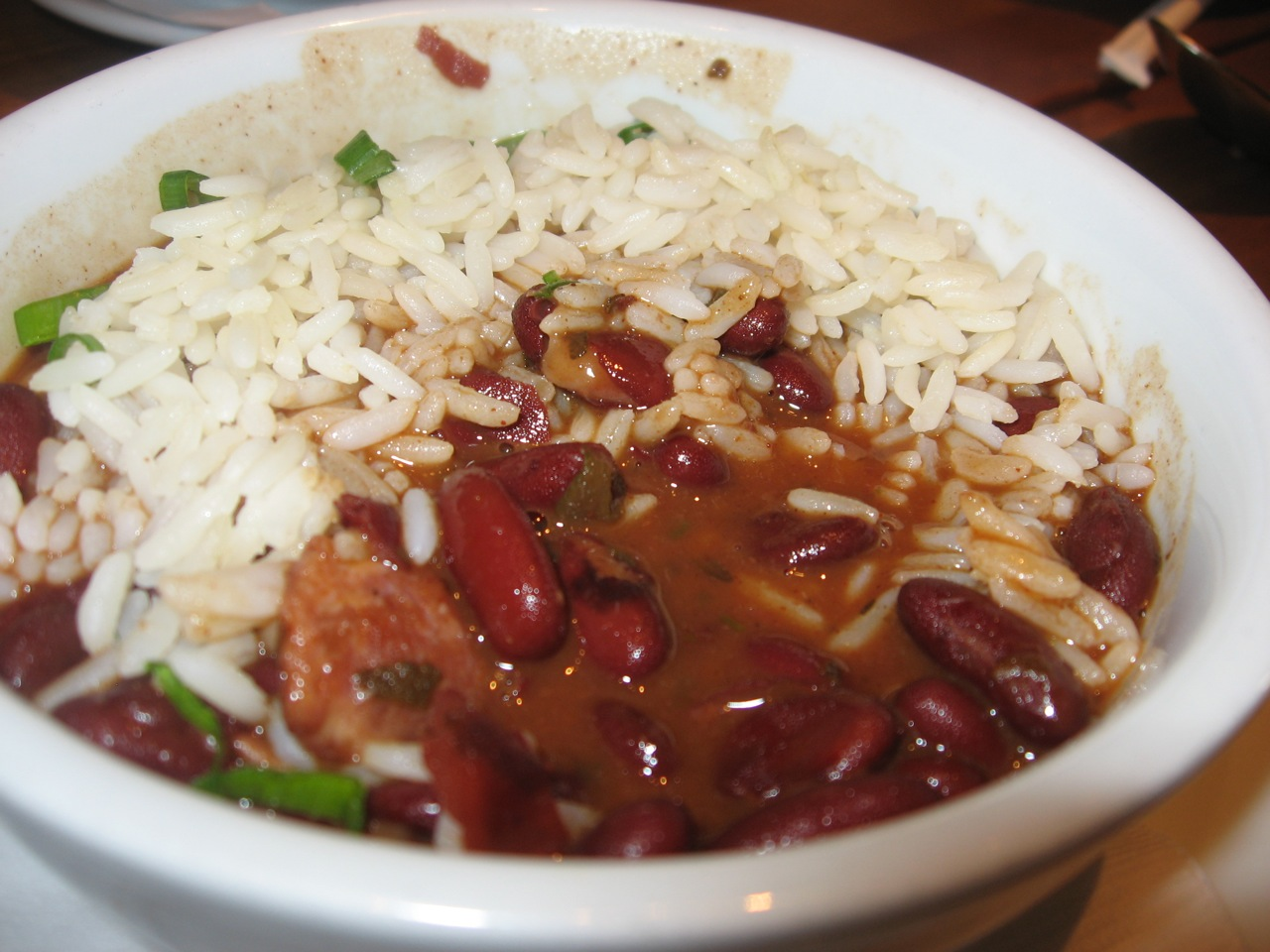
レッド・ビーンズ・アンド・ライス

### アメリカ
- バンデハ・パイサ：コロンビアの伝統料理。皿に炊いた米、目玉焼き、チョリソーや揚げた豚肉を盛り、煮込んだ赤いんげん豆をかけたもの。
- アロス・コン・ガンデュレス（英語版）：米とキマメ、豚肉をターメリックで炊き込んだプエルト・リコの国民食。
- アロス・フント（英語版）：米、肉、豆が一緒に調理されたプエルト・リコ料理
- カサミエント (casamiento)：スペイン語で「結婚」の意味。米とアズキの豆ご飯で、エル・サルバドルやホンジュラスの伝統料理。
- フェジョアーダ：豆と豚肉や牛肉を煮込んでスパイスを効かせた料理で、白米と共に盛り付けて供されるブラジルの国民食。肉には、かつては豚の耳・足・尾、牛の舌などの安価な部分が使われ、現在は豚の燻製や牛肉の切り身を使う[9]。
- ガージョ・ピント（英語版）：米と黒豆の豆ご飯でニカラグアやコスタ・リカの定番料理。
- モロ・デ・グァンデュレス（英語版）：ドミニカ共和国の料理。ササゲを使ったトマト味のピラフ。
- パベジョン・クリオージョ（英語版）：茹でて細かくほぐした牛肉、白米、黒いんげん豆を一皿に盛り合わせたベネズエラ料理。
- モロス・イ・クリスティアーノス（英語版）：キューバ料理。黒いんげん豆の豆ご飯。
- ライス・アンド・ピーズ：カリブ諸国で主食となっている豆ご飯。
- ホッピン・ジョン：アメリカ合衆国南部の豆ご飯で、黒目豆（エンドウマメ）とベーコンを米と一緒に炊いたもの。
- レッド・ビーンズ・アンド・ライス：ルイジアナのクレオール料理で最も一般的な豆と米の料理[注釈 1]。

### アジア
- ラジマ（英語版）：インドのベジタリアン料理。スパイスを効かせた赤いんげん豆の煮込みで、通常は米と共に盛り付けて供される。
- チャゲンポンバ：インドのマニプール州の料理。大豆を発酵させたペーストであるハワイジャールを野菜や米と混ぜる[10]。
- Orez Shu’it：伝統的なイスラエルの豆と米の料理。
- トナオ：タイ北部の納豆。農民の日常食として米に載せたり、シャン族は餅米とともに食べる[11]。
- ノップー：ミャンマーのカチン州の納豆。油で炒めて米と食べたり、米と混ぜて炒める[12]。
- キネマ：ネパールやブータンの納豆。ネパールの定食ダルバートのカレーやタルカリ（おかず）に入れる[13]。
- コンバプ（英語版）：朝鮮料理。大豆を使った豆ご飯。
- 豆ごはん：白米とグリーンピースを塩味で一緒に炊いた日本の炊き込みご飯。
- 赤飯：もち米にアズキやササゲを混ぜて蒸した日本のおこわ。
- ぼたもち：もち米とうるち米を混ぜたもの（または単にもち米）を、蒸すあるいは炊き、米粒が残る程度に軽く搗いて丸めたものに、餡をまぶした日本の食べ物。「おはぎ」とも。
- 納豆：茹でた大豆を納豆菌で発酵させたもの。白米を炊いた飯に載せて食されることも多い。

### アフリカ
- ワーキー（英語版）：ガーナの豆と米の料理。

## 呼称

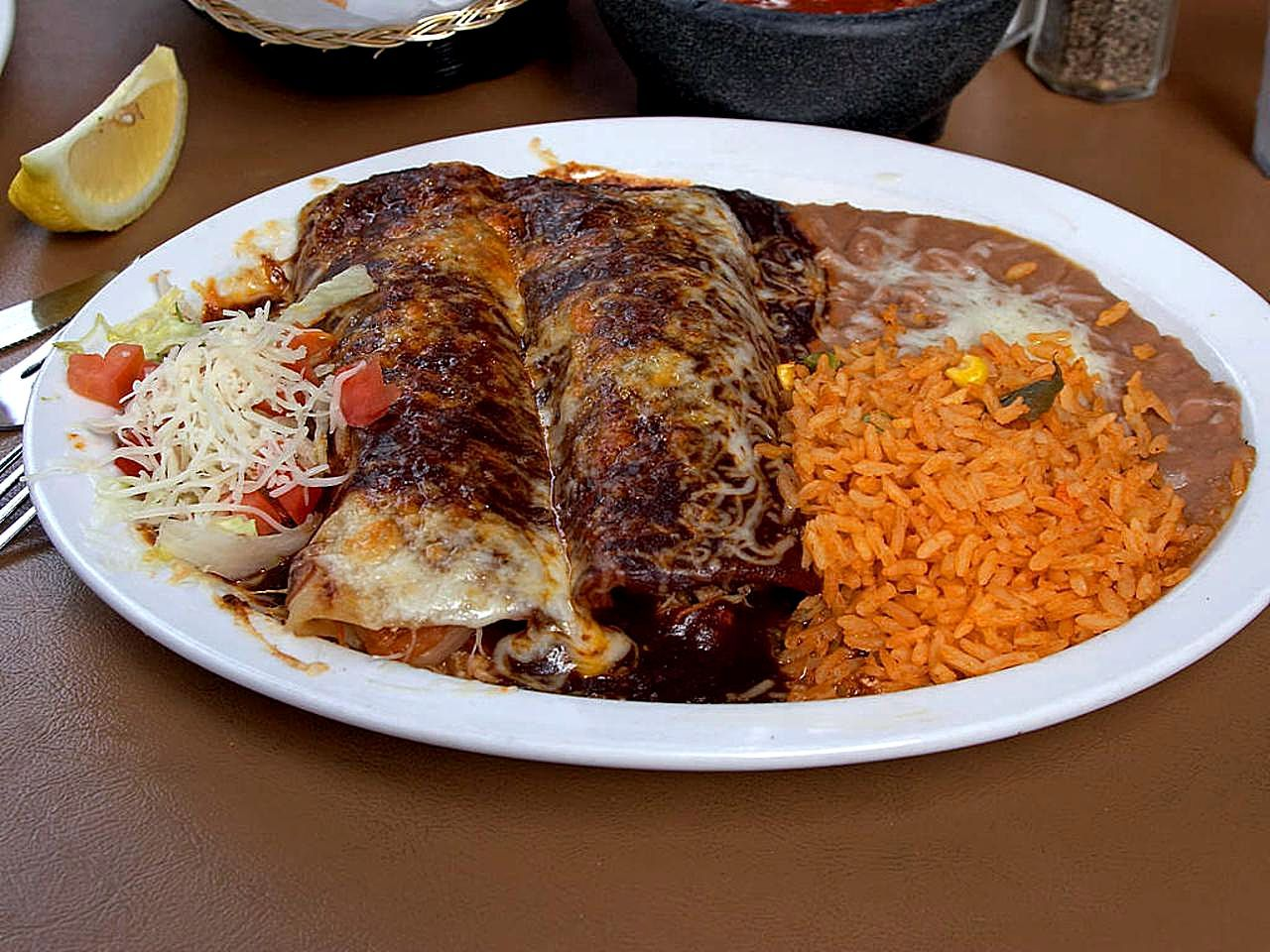
メキシカンライスと豆を添えたエンチラーダ

ライス・アンド・ビーンズはスペイン語では arroz y habas（米と豆）、arroz con habichuelas（同）、arroz con frijoles（同）、gallo pinto（斑らの雄鶏）、recalentao（温め直し）と呼ばれ、ポルトガル語では arroz e feijão、arroz com feijão、feijão com arroz（すべて［米と豆］の意）と、ヴェネト語では risi e bisi、ハイチ語ではdiri ak pwa、ラディーノ語ではavas kon arroz ないし avikas kon arrozと呼ばれている。